# 고웡프키
고웡프키(폴란드어: gołąbki, 단수: gołąbki 고웡베크[*])는 중앙유럽과 동유럽 요리에서 인기 있는 폴란드 요리의 이름으로, 다진 돼지고기 또는 쇠고기, 다진 양파, 쌀 및 카샤를 채워 삶은 양배추 잎으로 감싼 음식이다.
고웜프키는 결혼식, 크리스마스 등 휴일, 기타 가족 행사와 같은 축제 기간에 자주 제공된다.
고기나 쌀 대신 으깬 감자, 삶은 달걀, 보리쌀 등 다양한 속재료를 사용하여 만들 수도 있다. 일부 변형에서는 양배추 잎 대신 포도 잎을 사용하거나 신선한 양배추 잎 대신 발효된 양배추 잎을 사용할 수도 있다.

## 어원
Gołąbki는 "비둘기"를 뜻하는 gołąb의 지소형인 gołąbek의 복수형이다. 막스 파스머는 이 요리가 모양의 유사성 때문에 그렇게 명명되었다고 하며 이를 어원으로 받아들인다. 폴란드 언어학자 마렉 스타호프스키는 이 이론이 의미론적으로 의심스럽다고 생각한다. 그는 대신 오리엔탈어에서 차용한 것을 제안하며, 비슷한 요리가 동유럽 외에 레반트와 중앙아시아에서도 알려져 있음을 지적한다. 그는 페르시아어 کلم kalam "양배추" 또는 کلم پیچ kalam pič "양배추말이"와 고대 아르메니아어 կաղամբ kałamb "양배추"를 가능한 출처로 언급한다. 이 단어는 나중에 민간어원에 의해 새를 뜻하는 단어와 유사하게 변경되었을 것이다.

## 다른 이름
고웜프키는 영어로 골롬키(golombki), 고럼프키(golumpki), 골랍키(golabki), 고럼프키즈(golumpkies), 고럼프키스(golumpkis), 글런트케스(gluntkes) 또는 그웜프키(gwumpki)라고도 불린다. 유사한 변형으로는 홀루프키 (체코, 슬로바키아), 사르말레 (루마니아), 퇼퇼 카포스타 (헝가리), 홀룹치 (우크라이나), 골룹치 (러시아), 발란델리에이 (리투아니아), 콜룰라덴 (독일어) 또는 콜돌마르 (스웨덴, 튀르크 돌마에서 유래)가 있다. 이디시어로는 홀리프셰스, 골렙치 골럼프키, 홀리쉬케스 또는 홀렙이 매우 유사한 요리이다.
미국에서는 이 용어들이 2세대 또는 3세대 미국인들에 의해 흔히 "속을 채운 양배추", "속을 채운 양배추 잎" 또는 "양배추 캐서롤"로 영어화된다.
또한 "담요 속 돼지"라고도 불리는데, 이는 영국과 아일랜드 요리의 담요 속 돼지와 혼동해서는 안 되며, 애정을 담아 "헝키 수류탄"이라고도 불린다.

## 같이 보기
- 양배추 요리 목록